# Gillian Lindsay

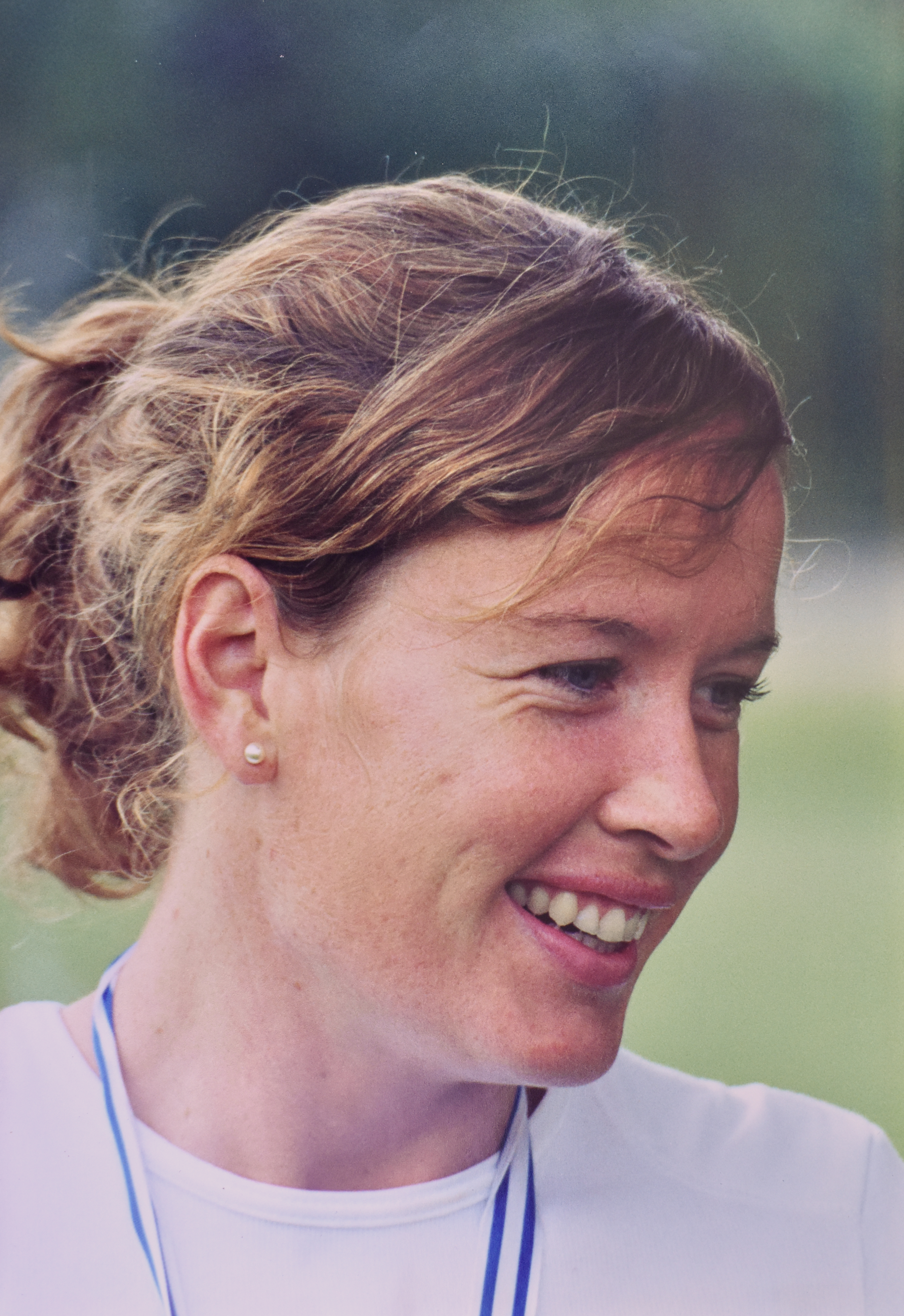
Gillian Lindsay, 1999

Gillian Anne Lindsay (* 24. September 1973 in Paisley) ist eine ehemalige britische Ruderin. Sie gewann 2000 eine olympische Silbermedaille.
Lindsay belegte bei den Junioren-Weltmeisterschaften 1990 den achten Platz im Doppelvierer, 1991 erreichte sie den fünften Platz im Vierer ohne Steuerfrau. Im Alter von 18 Jahren belegte sie mit dem britischen Vierer ohne Steuerfrau den achten Platz bei den Olympischen Spielen 1992. Nach drei Jahren Pause trat sie mit dem Vierer ohne Steuerfrau bei den Weltmeisterschaften 1995 an und belegte den fünften Platz.
1997 startete sie im Ruder-Weltcup im Doppelzweier und im Doppelvierer, bei den Weltmeisterschaften 1997 gewann sie zusammen mit Miriam Batten die Silbermedaille hinter dem deutschen Doppelzweier mit Kathrin Boron und Meike Evers. Im Jahr darauf siegten Batten und Lindsay bei den Weltmeisterschaften in Köln. 1999 erreichte der britische Doppelzweier nur den siebten Platz bei den Weltmeisterschaften. 2000 traten Miriam Batten und Gillian Lindsay zusammen mit Guin Batten und Katherine Grainger im Doppelvierer an. Bei den Olympischen Spielen in Sydney gewannen die Britinnen die Silbermedaille hinter dem deutschen Doppelvierer.